# Elisabeth Prass
Elisabeth Prass, née en 1979 à Montréal, est une conseillère politique et femme politique québécoise, élue députée de D'Arcy-McGee à l'Assemblée nationale du Québec sous la bannière du Parti libéral du Québec lors des élections générales du 3 octobre 2022.

## Biographie
Elisabeth Prass est une fille d’immigrants juifs du Maroc et de la Lettonie, qui grandit à Côte-Saint-Luc.[réf. souhaitée] Elle détient un baccalauréat en sociologie et science politique de l'Université Concordia, et un certificat de maitrise en affaires internationales de l'Université McGill. Avec son conjoint, elle est mère de deux jeunes garçons, dont l'un a des besoins particuliers. 

### Parcours professionnel
Rassemblant 15 années d’expérience en politique, Elisabeth Prass œuvre auprès de plusieurs niveaux du gouvernement provincial, notamment comme  recherchiste et traductrice pour l'aile parlementaire du gouvernement, conseillère politique pour les ministres du Développement économique, de l'Innovation et l'Export, Raymond Bachand et Clément Gignac et directrice du bureau de comté de D'Arcy-McGee. 
Elisabeth Prass travaille aussi pour la société d'État VIA Rail Canada comme conseillère principale pour les relations gouvernementales et avec les collectivités.

### Carrière politique
Députée de D'Arcy-McGee depuis le 3 octobre 2022, Elisabeth Prass est la porte-parole de l'opposition officielle en matière des services sociaux, de santé mentale, et pour les personnes vivant avec un handicap ou avec le spectre de l'autisme et de la lutte contre le racisme.

## Résultats électoraux
|                                                                                               | Nom                     | Parti                    | Nombre de voix | %      | Maj.  |
| --------------------------------------------------------------------------------------------- | ----------------------- | ------------------------ | -------------- | ------ | ----- |
|                                                                                               | Elisabeth Prass         | Libéral                  | 13 298         | 51,4 % | 7 621 |
|                                                                                               | Bonnie Feigenbaume      | Conservateur             | 5 677          | 21,9 % | -     |
|                                                                                               | Hilal Pilavci           | Québec solidaire         | 2 203          | 8,5 %  | -     |
|                                                                                               | Junlian Leblanc         | Coalition avenir         | 1 529          | 5,9 %  | -     |
|                                                                                               | Marc Perez              | Parti canadien du Québec | 1 285          | 5 %    | -     |
|                                                                                               | Renée-Claude Lafontaine | Parti québécois          | 648            | 2,5 %  | -     |
|                                                                                               | Joel Debellefeuille     | Bloc Montréal            | 613            | 2,4 %  | -     |
|                                                                                               | Moussa Seck             | Vert                     | 547            | 2,1 %  | -     |
|                                                                                               | Diane Johnston          | Marxiste-léniniste       | 66             | 0,3 %  | -     |
| Total                                                                                         | Total                   | Total                    | 25 866         | 100 %  |       |
| Le taux de participation lors de l'élection était de 47,5 % et 273 bulletins ont été rejetés. |                         |                          |                |        |       |